# Vòng đấu loại trực tiếp AFC Champions League 2021
Vòng đấu loại trực tiếp AFC Champions League 2021 sẽ được diễn ra từ ngày 13 tháng 9 đến ngày 27 tháng 11 năm 2021. Có tổng cộng 16 đội bóng tranh tài để tìm nhà vô địch cho AFC Champions League 2021.

## Điều kiện để tham dự
Những đội nhất bảng và 3 đội nhì bảng có thành tích tốt trên bảng xếp hạng tại vòng bảng Từ 2 khu vực, với khu vực phía Tây (Bảng A–E) và khu vực phía Đông (Bảng F–J)

| Khu vực   | Bảng | Nhất bảng              | Đội xếp nhì có thành tích tốt (Ba đội nhì có thành tích tốt từ mỗi khu vực) |
| --------- | ---- | ---------------------- | --------------------------------------------------------------------------- |
| Phía Tây  | A    | Istiklol               | Al Hilal                                                                    |
| Phía Tây  | B    | Sharjah                | Tractor                                                                     |
| Phía Tây  | C    | Esteghlal              | —                                                                           |
| Phía Tây  | D    | Al-Nassr               | —                                                                           |
| Phía Tây  | E    | Persepolis             | Al-Wahda                                                                    |
| Phía Đông | F    | Ulsan Hyundai          | BG Pathum United                                                            |
| Phía Đông | G    | Nagoya Grampus         | Pohang Steelers                                                             |
| Phía Đông | H    | Jeonbuk Hyundai Motors | —                                                                           |
| Phía Đông | I    | Kawasaki Frontale      | Daegu FC                                                                    |
| Phía Đông | J    | Cerezo Osaka           | —                                                                           |

## Thể thức
Tại vòng đấu loại trực tiếp, 16 đội sẽ tham dự theo thể thức loại trực tiếp, với các đội từ 2 khu vực Tây Á và Đông Á thi đấu riêng cho đén bán kết. Tất cả các trận đấu sẽ thi đấu một lượt duy nhất. Nếu hòa sau 90 phút, hiệp phụ và loạt sút luân lưu sẽ quyết định đội thắng ở trận đấu đó (Được quy định trong điều 9.3 và 10.1).

## Ngày thi đấu
Đây là lịch thi đấu.
| Vòng đấu    | Lịch thi đấu            |
| ----------- | ----------------------- |
| Vòng 16 đội | 13–15 tháng 9 năm 2021  |
| Tứ kết      | 16–17 tháng 10 năm 2021 |
| Bán kết     | 19–20 tháng 10 năm 2021 |
| Chung kết   | 23 tháng 11 năm 2021    |

## Cặp đấu
Dưới đây là cách xác định các cặp đấu:
| Vòng đấu    | Phía Tây | Phía Đông |
| ----------- | --- | --- |
| Vòng 16 đội | (Các cặp đấu ở vòng này sẽ được quyết định từ đội nhất và ba đội đứng thứ ba có thành tích tốt tại các bảng) | (Các cặp đấu ở vòng này sẽ được quyết định từ đội nhất và ba đội đứng thứ ba có thành tích tốt tại các bảng) |
| Tứ kết      | (Được xác định bởi các đội thắng ở các trận đấu tại vòng 16 đội) - Tứ kết Tây Á 1 - Tứ kết Tây Á 2           | (Được xác định bởi các đội thắng ở các trận đấu tại vòng 16 đội) - Tứ kết Đông Á 1 - Tứ kết Đông Á 2         |
| Bán kết     | - Bán kết Tây Á: Thắng tứ kết khu vực Tây Á 1 vs. Thắng tứ kết khu vực Tây Á 2                               | - Bán kết Đông Á:Thắng tứ kết khu vực Đông Á 1 vs. Thắng tứ kết khu vực Đông Á 2                             |
| Chung kết   | - Thắng bán kết khu vực Tây Á vs. Thắng bán kết khu vực Đông Á                                               | - Thắng bán kết khu vực Tây Á vs. Thắng bán kết khu vực Đông Á                                               |

### Sơ đồ
|  | Vòng 16 đội                | Vòng 16 đội            |                        |       | Tứ kết | Tứ kết |  |  | Bán kết | Bán kết |  |  | Chung kết | Chung kết |
|  |                            |                        |                        |       |        |        |  |  |         |         |  |  |           |           |
|  | 14 tháng 9 – Sharjah       |                        |                        |       |        |        |  |  |         |         |  |  |           |           |
|  |                            |                        |                        |       |        |        |  |  |         |         |  |  |           |           |
|  | Sharjah                    | 1 (4)                  |                        |       |        |        |  |  |         |         |  |  |           |           |
|  | Sharjah                    | 1 (4)                  | 16 tháng 10 – Riyadh   |       |        |        |  |  |         |         |  |  |           |           |
|  | Al Wahda (p)               | 1 (5)                  |                        |       |        |        |  |  |         |         |  |  |           |           |
|  | Al Wahda (p)               | 1 (5)                  | Al Wahda               | 1     |        |        |  |  |         |         |  |  |           |           |
|  | 14 tháng 9 – Doha, Qatar   |                        | Al Wahda               | 1     |        |        |  |  |         |         |  |  |           |           |
|  |                            | Al-Nassr               | 5                      |       |        |        |  |  |         |         |  |  |           |           |
|  | Al Nassr                   | Al-Nassr               | 5                      | 1     |        |        |  |  |         |         |  |  |           |           |
|  | Al Nassr                   |                        | 19 tháng 10 – Riyadh   | 1     |        |        |  |  |         |         |  |  |           |           |
|  | Tractor                    | 0                      |                        |       |        |        |  |  |         |         |  |  |           |           |
|  | Tractor                    | 0                      | Al-Nassr               | 1     |        |        |  |  |         |         |  |  |           |           |
|  | 14 tháng 9 – Dushanbe      |                        | Al-Nassr               | 1     |        |        |  |  |         |         |  |  |           |           |
|  |                            | Al-Hilal               | 2                      |       |        |        |  |  |         |         |  |  |           |           |
|  | Istiklol                   | Al-Hilal               | 2                      | 0     |        |        |  |  |         |         |  |  |           |           |
|  | Istiklol                   | 16 tháng 10 – Riyadh   |                        | 0     |        |        |  |  |         |         |  |  |           |           |
|  | Persepolis                 | 1                      |                        |       |        |        |  |  |         |         |  |  |           |           |
|  | Persepolis                 | 1                      | Persepolis             | 0     |        |        |  |  |         |         |  |  |           |           |
|  | 13 tháng 9 – Dubai, UAE    |                        | Persepolis             | 0     |        |        |  |  |         |         |  |  |           |           |
|  |                            | Al-Hilal               | 3                      |       |        |        |  |  |         |         |  |  |           |           |
|  | Esteghlal                  | Al-Hilal               | 3                      | 0     |        |        |  |  |         |         |  |  |           |           |
|  | Esteghlal                  |                        | 23 tháng 11 – Riyadh   | 0     |        |        |  |  |         |         |  |  |           |           |
|  | Al-Hilal                   | 2                      |                        |       |        |        |  |  |         |         |  |  |           |           |
|  | Al-Hilal                   | 2                      | Al Hilal               | 2     |        |        |  |  |         |         |  |  |           |           |
|  | 15 tháng 9 – Jeonju        |                        | Al Hilal               | 2     |        |        |  |  |         |         |  |  |           |           |
|  |                            | Pohang Steelers        | 0                      |       |        |        |  |  |         |         |  |  |           |           |
|  | Jeonbuk Hyundai Motors (p) | Pohang Steelers        | 0                      | 1 (4) |        |        |  |  |         |         |  |  |           |           |
|  | Jeonbuk Hyundai Motors (p) | 17 tháng 10 – Jeonju   |                        | 1 (4) |        |        |  |  |         |         |  |  |           |           |
|  | BG Pathum United           | 1 (2)                  |                        |       |        |        |  |  |         |         |  |  |           |           |
|  | BG Pathum United           | 1 (2)                  | Jeonbuk Hyundai Motors | 2     |        |        |  |  |         |         |  |  |           |           |
|  | 14 tháng 9 – Ulsan         |                        | Jeonbuk Hyundai Motors | 2     |        |        |  |  |         |         |  |  |           |           |
|  |                            | Ulsan Hyundai (s.h.p.) | 3                      |       |        |        |  |  |         |         |  |  |           |           |
|  | Ulsan Hyundai (p)          | Ulsan Hyundai (s.h.p.) | 3                      | 0 (3) |        |        |  |  |         |         |  |  |           |           |
|  | Ulsan Hyundai (p)          |                        | 20 tháng 10 – Jeonju   | 0 (3) |        |        |  |  |         |         |  |  |           |           |
|  | Kawasaki Frontale          | 0 (2)                  |                        |       |        |        |  |  |         |         |  |  |           |           |
|  | Kawasaki Frontale          | 0 (2)                  | Ulsan Hyundai          | 1 (4) |        |        |  |  |         |         |  |  |           |           |
|  | 15 tháng 9 – Osaka         |                        | Ulsan Hyundai          | 1 (4) |        |        |  |  |         |         |  |  |           |           |
|  |                            | Pohang Steelers (p)    | 1 (5)                  |       |        |        |  |  |         |         |  |  |           |           |
|  | Cerezo Osaka               | Pohang Steelers (p)    | 1 (5)                  | 0     |        |        |  |  |         |         |  |  |           |           |
|  | Cerezo Osaka               | 17 tháng 10 – Jeonju   |                        | 0     |        |        |  |  |         |         |  |  |           |           |
|  | Pohang Steelers            | 1                      |                        |       |        |        |  |  |         |         |  |  |           |           |
|  | Pohang Steelers            | 1                      | Pohang Steelers        | 3     |        |        |  |  |         |         |  |  |           |           |
|  | 14 tháng 9 – Toyota        |                        | Pohang Steelers        | 3     |        |        |  |  |         |         |  |  |           |           |
|  |                            | Nagoya Grampus         | 0                      |       |        |        |  |  |         |         |  |  |           |           |
|  | Nagoya Grampus             | Nagoya Grampus         | 0                      | 4     |        |        |  |  |         |         |  |  |           |           |
|  | Nagoya Grampus             |                        |                        | 4     |        |        |  |  |         |         |  |  |           |           |
|  | Daegu FC                   | 2                      |                        |       |        |        |  |  |         |         |  |  |           |           |
|  | Daegu FC                   | 2                      |                        |       |        |        |  |  |         |         |  |  |           |           |

## Vòng 16 đội
Vòng 16 đội sẽ được thi đấu một lượt duy nhất, đây là cách thức để xác định các nhánh đấu tại các cặp đấu. Nếu đội nhất bảng đấu với một đội nhì bảng thì đội nhất bảng sẽ thi đấu trên sân nhà. Nếu hai đội nhất bảng đối đầu với nhau, đội có dấu * sẽ thi đấu trên sân nhà.

### Bảng kết hợp
| Đủ điều kiện | 1A vs | 1B vs | 1C vs | 1D vs | 1E vs |
| ------------ | ----- | ----- | ----- | ----- | ----- |
| 2A/2B/2C     | 1B*   | 1A    | 2A    | 2B    | 2C    |
| 2A/2B/2D     | 1D    | 2D    | 2A    | 1A*   | 2B    |
| 2A/2B/2E     | 1E    | 2E    | 2A    | 2B    | 1A*   |
| 2A/2C/2D     | 1C*   | 2D    | 1A    | 2A    | 2C    |
| 2A/2C/2E     | 2C    | 2E    | 1E*   | 2A    | 1C    |
| 2A/2D/2E     | 2D    | 2E    | 2A    | 1E*   | 1D    |
| 2B/2C/2D     | 2D    | 1C*   | 1B    | 2B    | 2C    |
| 2B/2C/2E     | 2C    | 1E    | 2E    | 2B    | 1B*   |
| 2B/2D/2E     | 2D    | 1D*   | 2E    | 1B    | 2B    |
| 2C/2D/2E     | 2D    | 2E    | 1D*   | 1C    | 2C    |

| Đủ điều kiện | 1F vs | 1G vs | 1H vs | 1I vs | 1J vs |
| ------------ | ----- | ----- | ----- | ----- | ----- |
| 2F/2G/2H     | 1G*   | 1F    | 2F    | 2G    | 2H    |
| 2F/2G/2I     | 1I    | 2I    | 2F    | 1F*   | 2G    |
| 2F/2G/2J     | 1J    | 2J    | 2F    | 2G    | 1F*   |
| 2F/2H/2I     | 1H*   | 2I    | 1F    | 2F    | 2H    |
| 2F/2H/2J     | 2H    | 2J    | 1J*   | 2F    | 1H    |
| 2F/2I/2J     | 2I    | 2J    | 2F    | 1J*   | 1I    |
| 2G/2H/2I     | 2I    | 1H*   | 1G    | 2G    | 2H    |
| 2G/2H/2J     | 2H    | 1J    | 2J    | 2G    | 1G*   |
| 2G/2I/2J     | 2I    | 1I*   | 2J    | 1G    | 2G    |
| 2H/2I/2J     | 2I    | 2J    | 1I*   | 1H    | 2H    |

### Các trận
Vòng 16 sẽ được thi đấu một lượt, với các trận đấu được xác định bằng tổ hợp dựa trên việc đội nhì bảng nào đủ điều kiện.
| Đội 1     | Tỉ số                | Đội 2      |
| --------- | -------------------- | ---------- |
| Istiklol  | 0–1                  | Persepolis |
| Sharjah   | 1–1 (s.h.p.) (4–5 p) | Al-Wahda   |
| Esteghlal | 0–2                  | Al Hilal   |
| Al-Nassr  | 1–0                  | Tractor    |

| Đội 1                  | Tỉ số                | Đội 2             |
| ---------------------- | -------------------- | ----------------- |
| Ulsan Hyundai          | 0–0 (s.h.p.) (3–2 p) | Kawasaki Frontale |
| Nagoya Grampus         | 4–2                  | Daegu FC          |
| Jeonbuk Hyundai Motors | 1–1 (s.h.p.) (4–2 p) | BG Pathum United  |
| Cerezo Osaka           | 0–1                  | Pohang Steelers   |

### Phía Tây
| Istiklol | 0–1                 | Persepolis   |
| -------- | ------------------- | ------------ |
|          | Trực tiếp Diễn biến | - Torabi 90' |

| Sharjah                                            | 1–1 (s.h.p.)        | Al-Wahda                                                           |
| -------------------------------------------------- | ------------------- | ------------------------------------------------------------------ |
| - Bernard 58'                                      | Trực tiếp Diễn biến | - Khribin 56'                                                      |
| Loạt sút luân lưu                                  |                     |                                                                    |
| - Caio - Bernard - Abdulbasit - Shukurov - Malango | 4–5                 | - José Ángel - Jumaa - João Pedro - Rashed - Al-Menhali - Al-Zaabi |

| Esteghlal | 0–2                 | Al Hilal                     |
| --------- | ------------------- | ---------------------------- |
|           | Trực tiếp Diễn biến | - Gomis 39' - Al-Dawsari 56' |

| Al-Nassr        | 1–0                | Tractor |
| --------------- | ------------------ | ------- |
| - Aboubakar 11' | Trực tiếp Chi tiết |         |

### Phía Đông
| Ulsan Hyundai                                                              | 0–0 (s.h.p.)        | Kawasaki Frontale                                  |
| -------------------------------------------------------------------------- | ------------------- | -------------------------------------------------- |
|                                                                            | Trực tiếp Diễn biến |                                                    |
| Loạt sút luân lưu                                                          |                     |                                                    |
| - Lee Chung-yong - Won Du-jae - Lee Dong-jun - Yun Il-lok - Yoon Bit-garam | 3–2                 | - Chinen - Hasegawa - Tono - João Schmidt - Ienaga |

| Nagoya Grampus                         | 4–2                 | Daegu FC                 |
| -------------------------------------- | ------------------- | ------------------------ |
| - Swierczok 12, 63, 65' - Nakatani 79' | Trực tiếp Diễn biến | - Cesinha 4' - Edgar 28' |

| Jeonbuk Hyundai Motors                                | 1–1 (s.h.p.)        | BG Pathum United                                     |
| ----------------------------------------------------- | ------------------- | ---------------------------------------------------- |
| - Gustavo 45+2'                                       | Trực tiếp Diễn biến | - Teerasil 76'                                       |
| Loạt sút luân lưu                                     |                     |                                                      |
| - Gustavo - Kim Bo-Kyung - Iljutcenko - Kim Seung-dae | 4–2                 | - Praisuwan - Thongkiri - Yooyen - Xaysensourinthone |

| Cerezo Osaka | 0–1                | Pohang Steelers    |
| ------------ | ------------------ | ------------------ |
|              | Trực tiếp Chi tiết | - Lee Seung-mo 25' |

## Tứ kết

### Thông tin sơ lược
Các trận đấu tứ kết sẽ thi đấu một lượt duy nhất, với đội chủ nhà được xác định bởi lễ bốc thăm diễn ra vào 15:00 (UTC+8) ngày 17 tháng 9 tại Kuala Lumpur, Malaysia.

### Phía Tây
| Đội 1      | Tỉ số | Đội 2    |
| ---------- | ----- | -------- |
| Al Wahda   | 1–5   | Al-Nassr |
| Persepolis | 0–3   | Al-Hilal |

### Phía Đông
| Đội 1                  | Tỉ số        | Đội 2          |
| ---------------------- | ------------ | -------------- |
| Jeonbuk Hyundai Motors | 2–3 (s.h.p.) | Ulsan Hyundai  |
| Pohang Steelers        | 3–0          | Nagoya Grampus |

### Phía Tây
| Al Wahda    | 1–5                 | Al-Nassr                                                        |
| ----------- | ------------------- | --------------------------------------------------------------- |
| Matar 90+3' | Trực tiếp Diễn biến | - Hamdallah 7' - Masharipov 52', 65' - Asiri 56' - Al-Najei 75' |

| Persepolis | 0–3                 | Al-Hilal                          |
| ---------- | ------------------- | --------------------------------- |
|            | Trực tiếp Diễn biến | - Al-Dawsari 27' - Gomis 50', 70' |

### Phía Đông
| Jeonbuk Hyundai Motors           | 2–3 (s.h.p.)        | Ulsan Hyundai                                               |
| -------------------------------- | ------------------- | ----------------------------------------------------------- |
| - Han Kyo-won 39' - Kunimoto 48' | Trực tiếp Diễn biến | - Qazaishvili 13' - Yun II-lok 45+1' - Lee Dong-gyeong 101' |

| Pohang Steelers                              | 3–0                 | Nagoya Grampus |
| -------------------------------------------- | ------------------- | -------------- |
| - Lim Sang-hyub 53, 90+5' - Lee Seung-mo 70' | Trực tiếp Diễn biến |                |

## Bán kết
Các trận đấu bán kết sẽ thi đấu một lượt duy nhất.
| Đội 1    | Tỉ số | Đội 2    |
| -------- | ----- | -------- |
| Al-Nassr | 1–2   | Al Hilal |

| Đội 1         | Tỉ số                | Đội 2           |
| ------------- | -------------------- | --------------- |
| Ulsan Hyundai | 1–1 (s.h.p.) (4–5 p) | Pohang Steelers |

### Phía Tây
| Al-Nassr      | 1–2                 | Al-Hilal                      |
| ------------- | ------------------- | ----------------------------- |
| - Talisca 50' | Trực tiếp Diễn biến | - Marega 17' - Al-Dawsari 71' |

### Phía Đông
| Ulsan Hyundai                                                            | 1–1 (s.h.p.)        | Pohang Steelers                                                                |
| ------------------------------------------------------------------------ | ------------------- | ------------------------------------------------------------------------------ |
| - Yun Il-lok 52'                                                         | Trực tiếp Diễn biễn | - Grant 89'                                                                    |
| Loạt sút luân lưu                                                        |                     |                                                                                |
| - Bulthuis - Lee Chung-yong - Kim Ji-hyeon - Kim Kee-hee - Park Yong-woo | 4–5                 | - Lim Sang-hyub - Gwon Wan-gyu - Kim Seong-ju - Jeon Min-gwang - Kang Sang-woo |

## Chung kết
Trận chung kết sẽ diễn ra trong một lượt vào ngày 23 tháng 11 năm 2021. Thứ tự các lượt được xác định trên cơ sở luân chuyển, với trận đấu do đội từ Phía Tây đăng cai, như trong trường hợp các năm lẻ (Quy định 9.1.2).
| Al Hilal                       | 2–0                 | Pohang Steelers |
| ------------------------------ | ------------------- | --------------- |
| - N.Al-Dawsari 1' - Marega 63' | Trực tiếp Diễn biến |                 |